# 小国重年
小国 重年（おぐに しげとし、1766年5月20日（明和3年4月12日）- 1819年2月1日（文政2年1月7日））は、江戸時代後期の国学者、神職である。本姓は鈴木、名は秀穂。通称は豊前。号に稲室舎がある。

## 経歴・人物
遠江の周智郡宮代村（現在の静岡県森町）に生まれる。初めは同地の小国神社の禰宜を務めたが、国学に転じて内山真龍の門人となった。また後に本居宣長の門人ともなり、『古事記』や『日本書紀』、『万葉集』といった古学や歌学も学ぶ。
この業績を活かし、門人から講義した作品を参考にして多くの著書を刊行した。これによって、後の歌格における研究に強い影響をもたらした。また、宣長や賀茂真淵の学統を受け継いだ遠江の国学者の大成者ともなった。

## 主な著作物
- 『長歌言葉珠衣』- 1801年（享和元年）刊行。
- 『六国史皇統記』